# Honorowi obywatele Gdańska
Honorowi obywatele Gdańska – lista osób, którym Rada Miasta Gdańska przyznała „Honorowe Obywatelstwo Miasta Gdańska” – tytuł nadawany za wyjątkowe zasługi dla miasta.

## Uregulowania prawne
Ustanowiona w 1831 pruska ustawa o samorządzie wprowadziła pojęcie honorowego obywatela. Pozwalała ona Radzie Miasta (za zgodą magistratu) na nadawanie tego tytułu osobom zasłużonym dla miasta. Po II wojnie światowej przez długi czas wyróżnienie przyznawała Rada Miasta, wydając zwykłą uchwałę, brakowało jednak przepisów, regulujących tę kwestię. Dopiero uchwała Rady Miasta z 6 kwietnia 1993 uporządkowała tę sprawę. 26 listopada 2020 uchwalono nowe zasady przyznawania wyróżnienia, wprowadziły one możliwość pozbawienia tytułu osoby wyróżnionej. Jak zapisano w treści uchwały, tytuł ten nadaje Rada w drodze uchwały podjętej na wniosek: w przypadku osoby żyjącej – prezydenta, klubu radnych, 5 radnych, grupy 300 obywateli lub organizacji pożytku publicznego; w przypadku osoby zmarłej – grupy 18 radnych. Rada Miasta Gdańska może ponadto, w drodze uchwały, pozbawić honorowych wyróżnień. Wyróżniony tytułem otrzymuje ozdobny dyplom (od kwietnia 2007 także specjalną legitymację), replikę fotela w stylu gdańskim, prawo do bezpłatnych przejazdów komunikacją miejską oraz pochówku w Alei Zasłużonych na Cmentarzu Komunalnym.

### Kwestia nadań honorowego obywatelstwa przed 1990
W związku z informacjami o rzekomym posiadaniu przez przywódców nazistowskich i komunistycznych honorowego obywatelstwa miasta 27 listopada 2008 Rada Miasta wydała oświadczenie, informujące, że: tytuły nadane przed 1945 zostały unieważnione przez dekret Krajowej Rady Narodowej z 30 marca 1945 o utworzeniu województwa gdańskiego, natomiast niewymienienie honorowych obywatelstw z czasów PRL w uchwale nr XV/76/90 Rady Miasta Gdańska z dnia 18 grudnia 1990 r. w sprawie wykazu aktów prawa miejscowego wydanych przez Miejską Radę Narodową w Gdańsku i jej Prezydium oraz Prezydenta Miasta Gdańska przed dniem 27 maja 1990 r. i nadal obowiązujących automatycznie je unieważnia.

## Honorowe Obywatelstwo Miasta Gdańska do 1918
Pierwszą osobą uhonorowaną tytułem honorowego obywatela, na mocy przepisów pruskich (potwierdzoną w źródłach historycznych) był w 1832 dr Wilhelm Baum, uhonorowany za kierowanie akcją zwalczania epidemii cholery w mieście w 1831. Do 1918 łącznie przyznano 26 takich wyróżnień. Dekret Krajowej Rady Narodowej z 30 marca 1945 roku unieważnił wszystkie tytuły Honorowego Obywatela Miasta Gdańska nadane przed rokiem 1918.
| Rok  | Laureat | Laureat                                | Źródło |
| ---- | ------- | -------------------------------------- | ------ |
| 1831 |         | Johann Friedrich Constantin von Lossau | [ 9 ]  |
| 1832 |         | Wilhelm Baum                           | [ 8 ]  |
| 1833 |         | Gustav Adolf Leo                       | [ 10 ] |
| 1841 |         | Johann Karl Rothe                      | [ 11 ] |
| 1842 |         | Jakob Friedrich von Rüchel-Kleist      | [ 12 ] |
| 1847 |         | Paul M. Wundsch                        | [ 13 ] |
| 1849 |         | Adolf Heinrich von Grabow              | [ 14 ] |
| 1849 |         | ks. Stanisław Kostka Rosołkiewicz      | [ 15 ] |
| 1849 |         | Emil Friedrich Götz                    | [ 16 ] |
| 1853 |         | Otto von Manteuffel                    | [ 17 ] |
| 1856 |         | Friedrich Wilhelm Clausewitz           | [ 18 ] |
| 1863 |         | Robert Ludwig Blumenthal               | [ 19 ] |
| 1865 |         | Matthias Gotthilf Löschin              | [ 20 ] |
| 1885 |         | Eduard Friedrich Wiebe                 | [ 21 ] |
| 1888 |         | Ernst von Ernsthausen                  | [ 22 ] |
| 1890 |         | Leopold von Winter                     | [ 23 ] |
| 1893 |         | Julius Albert Licht                    | [ 24 ] |
| 1894 |         | Leo von Caprivi                        | [ 25 ] |
| 1895 |         | Heinrich Rickert                       | [ 26 ] |
| 1896 |         | Otto Steffens                          | [ 27 ] |
| 1897 |         | Richard Damme                          | [ 28 ] |
| 1898 |         | Georg Friedrich Abegg                  | [ 29 ] |
| 1899 |         | Gustav von Gossler                     | [ 30 ] |
| 1903 |         | Emil Berenz                            | [ 31 ] |
| 1915 |         | Paul von Hindenburg                    | [ 32 ] |
| 1915 |         | August von Mackensen                   | [ 33 ] |

## Honorowe Obywatelstwo Miasta Gdańska od 1918 do 1945
W latach 1918–1945, mimo braku odpowiednich przepisów, władze miasta przyznały 4 tytuły honorowych obywateli. Dekret Krajowej Rady Narodowej z 30 marca 1945 roku unieważnił wszystkie tytuły Honorowego Obywatela Miasta Gdańska nadane wcześniej.
| Rok  | Laureat | Laureat        | Źródło |
| ---- | ------- | -------------- | ------ |
| 1925 |         | Max Halbe      | [ 34 ] |
| 1933 |         | Albert Forster | [ 35 ] |
| 1939 |         | Adolf Hitler   | [ 36 ] |
| 1943 |         | Hermann Göring | [ 37 ] |

## Honorowe Obywatelstwo Miasta Gdańska w okresie PRL-u
W latach 1945–1989, mimo braku odpowiednich przepisów, władze miasta przyznały 4 tytuły honorowych obywateli. Honorowe obywatelstwa w Gdańsku z okresu PRL-u zostały cofnięte decyzją Rady Miasta Gdańska z 18 grudnia 1990 roku.
| Rok  | Laureat | Laureat               | Źródło |
| ---- | ------- | --------------------- | ------ |
| 1947 |         | Bolesław Bierut       | [ 38 ] |
| 1949 |         | Konstanty Rokossowski | [ 39 ] |
| 1965 |         | Paweł Batow           | [ 40 ] |
| 1977 |         | Wiktor Kulikow        | [ 41 ] |

## Honorowe Obywatelstwo Miasta Gdańska od 1993
Od 1993, czyli daty uchwalenia przepisów dotyczących honorowego obywatelstwa, Rada Miasta 32 razy przyznała tytuł honorowego obywatela, w tym 3 razy zbiorowo.
| Rok  | Laureat                                           | Laureat                                                                                       | Źródło               |
| ---- | ------------------------------------------------- | --------------------------------------------------------------------------------------------- | -------------------- |
| 1993 |                                                   | Günter Grass                                                                                  | [ 42 ]               |
| 1994 |                                                   | Hans-Lothar Fauth                                                                             | [ 43 ]               |
| 1994 |                                                   | Gerard Labuda                                                                                 | [ 44 ]               |
| 1994 |                                                   | Ignacy Adamczewski                                                                            | [ 45 ]               |
| 1994 |                                                   | Hans Koschnick                                                                                | [ 46 ]               |
| 1997 |                                                   | George H.W. Bush                                                                              | [ 47 ]               |
| 1997 |                                                   | Richard von Weizsäcker                                                                        | [ 48 ]               |
| 1997 |                                                   | Lech Wałęsa                                                                                   | [ 49 ]               |
| 1997 |                                                   | Marian Kołodziej                                                                              | [ 50 ]               |
| 1998 |                                                   | Ryszard Kukliński                                                                             | [ 51 ] [ 52 ]        |
| 1998 |                                                   | Obrońcy Westerplatte 1–7 września 1939                                                        | [ 53 ] [ 54 ]        |
| 1998 | Obrońcy Poczty Polskiej w Gdańsku 1 września 1939 |                                                                                               | [ 53 ] [ 54 ]        |
| 2000 |                                                   | Działacze Wolnych Związków Zawodowych Wybrzeża i sygnatariusze Porozumień Sierpniowych w 1980 | [ 55 ] [ 56 ]        |
| 2000 |                                                   | ks. Henryk Jankowski                                                                          | [ 56 ] [ 57 ] [ 58 ] |
| 2000 |                                                   | Margaret Thatcher                                                                             | [ 59 ] [ 60 ]        |
| 2000 |                                                   | Ronald Reagan                                                                                 | [ 60 ] [ 61 ]        |
| 2002 |                                                   | Andrzej Januszajtis                                                                           | [ 62 ] [ 63 ]        |
| 2002 |                                                   | Zbigniew Brzeziński                                                                           | [ 64 ] [ 65 ]        |
| 2002 |                                                   | Jan Nowak-Jeziorański                                                                         | [ 66 ] [ 67 ]        |
| 2002 |                                                   | Dieter Schenk                                                                                 | [ 68 ] [ 69 ]        |
| 2003 |                                                   | Zygmunt Chychła                                                                               | [ 70 ] [ 71 ]        |
| 2004 |                                                   | ks. Stanisław Bogdanowicz                                                                     | [ 72 ] [ 73 ]        |
| 2008 |                                                   | Ryszard Kaczorowski                                                                           | [ 74 ] [ 75 ]        |
| 2009 |                                                   | Helmut Kohl                                                                                   | [ 76 ] [ 77 ]        |
| 2009 |                                                   | Tadeusz Mazowiecki                                                                            | [ 77 ] [ 78 ]        |
| 2011 |                                                   | Ludwik Wiśniewski                                                                             | [ 79 ] [ 80 ]        |
| 2011 |                                                   | Andrzej Zbierski                                                                              | [ 81 ] [ 82 ]        |
| 2016 |                                                   | Andrzej Wajda                                                                                 | [ 83 ]               |
| 2016 |                                                   | abp Tadeusz Gocłowski                                                                         | [ 84 ] [ 85 ]        |
| 2018 |                                                   | Joanna Muszkowska-Penson                                                                      | [ 86 ] [ 87 ]        |
| 2020 |                                                   | Halina Winiarska-Kiszkis                                                                      | [ 88 ] [ 89 ]        |
| 2020 |                                                   | Jerzy Kiszkis                                                                                 | [ 90 ] [ 91 ]        |
| 2022 |                                                   | Danuta Wałęsa                                                                                 | [ 92 ] [ 93 ]        |
| 2024 |                                                   | Jerzy Owsiak                                                                                  | [ 94 ]               |